# Apogonia heterosquamulata
Apogonia heterosquamulata är en skalbaggsart som beskrevs av Heller 1896. Apogonia heterosquamulata ingår i släktet Apogonia och familjen Melolonthidae. Inga underarter finns listade i Catalogue of Life.